# All I Ask
All I Ask è una canzone della cantautrice inglese Adele, contenuta nel suo terzo album in studio 25 (2015). La canzone è stata scritta da Adele, Bruno Mars, Philip Lawrence e Christopher Brody Brown, mentre la produzione della traccia è stata affidata a The Smeezingtons. Secondo quanto detto da Forrest Wickman di Slate, nel testo della canzone la cantante dice di desiderare un'ultima notte con il suo amante prima che le loro strade si separino.
All I Ask ha raggiunto la posizione 41 della UK Singles Chart e la 77 della Billboard Hot 100. Per promuovere la canzone, Adele si è esibita con All I Ask durante numerosi show della televisione statunitense, tra cui  The Late Late Show with James Corden, The Ellen DeGeneres Show e i Grammy Awards.

## Antefatti e composizione
All I Ask fu scritta da Adele Adkins, Bruno Mars, Philip Lawrence e Christopher Brody Brown e prodotta da The Smeezingtons. Durante la sessione in studio con Bruno Mars, Adele aveva originariamente pensato ad una canzone up-tempo; tuttavia, alla fine optarono per la versione "drammatica" che finì sul disco. La canzone, una ballata piano-voce, vede Adele comunicare con il suo amante, durante quella che sa essere la loro ultima notte insieme. Rob Garratt di The National osserva la presenza di "motivi ordinati e veloci al pianoforte" definendo il pezzo "una ballata vecchio stampo". Mars ha affermato che "una volta che abbiamo suonato un paio di accordi di suo gradimento, abbiamo iniziato a improvvisare ed è così che abbiamo creato la canzone". La cantante ha inoltre rivelato che "disputarono su un verso della seconda strofa", a causa della presenza della parola "amanti" (lovers) perché nessuno utilizza questa parola. Tuttavia, Adele decise di lasciarla, Mars finì per accettarla e disse "questa parola rende la canzone più importante proprio perché nessuno la dice"".  La traccia fu completata in due sessioni

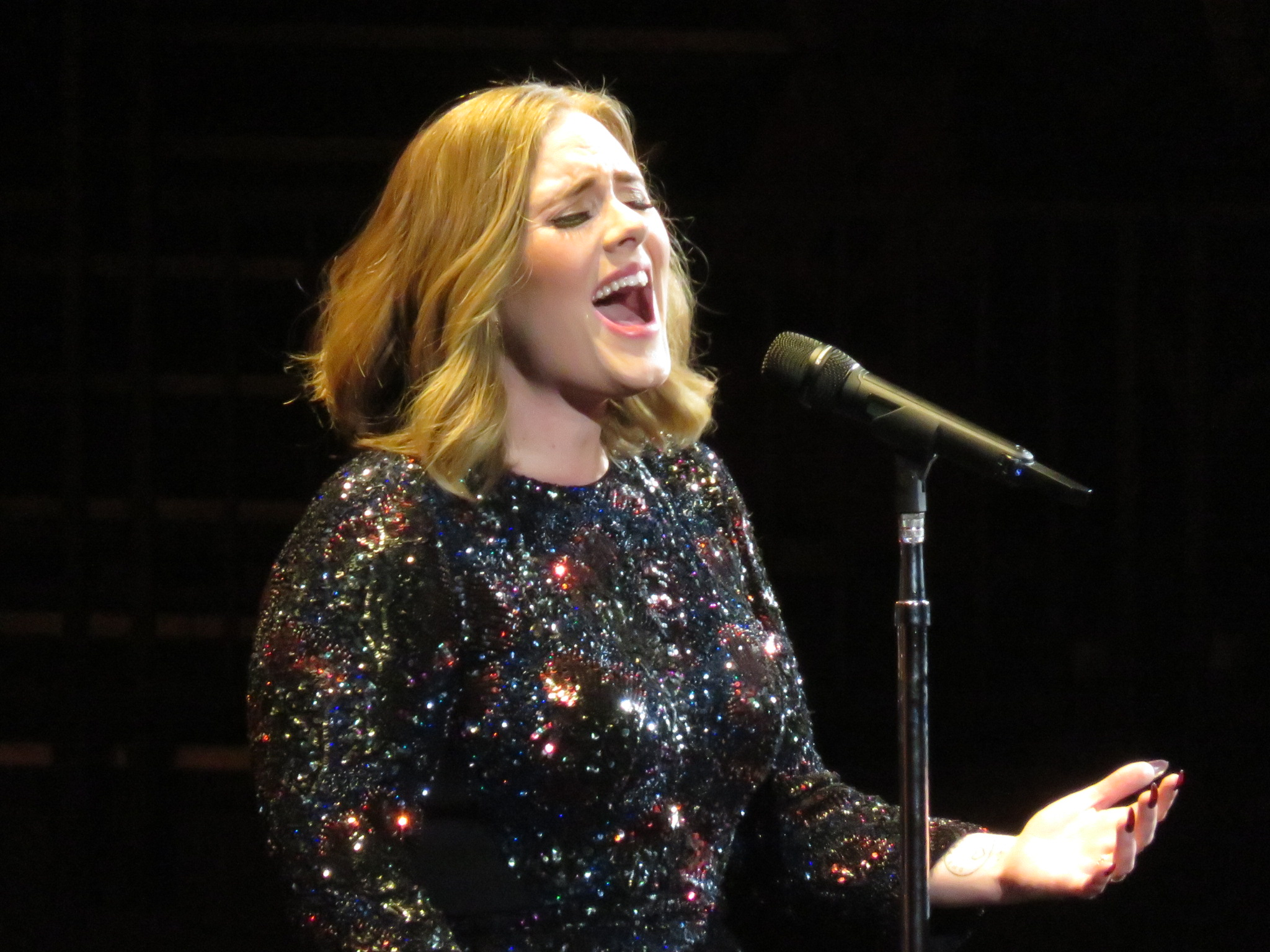
Adele in concerto

Ispirata dal pianista e cantautore Billy Joel, All I Ask riduce la strumentazione al solo pianoforte ed è stata descritta come diversa da tutto il resto del pop moderno. La canzone è scritta in chiave di Mi Maggiore (per poi salire al Fa Maggiore nell'ultimo ritornello) con un tempo di 71 bpm.

## Accoglienza della critica
Liz Rowley di Yahoo! scrive che All I Ask lascia gli ascoltatori con "una solida sensazione di accettazione per l'amore perduto e cancella le terribili conclusioni che la rassegnazione comporta" e afferma che essa  "arriva a un punto emotivo che è devastante totalmente comprensibile" . Christina Garibaldi di MTV scrive che "è una commovente canzone di disperazione" e che l'ascoltatore può sentire il cuore di Adele "andare in mille pezzi". Neil McCormick di The Telegraph descrive All I Ask' come una "ballata piano-voce profonda e ridondante" . Tom Breihan di Stereogum definisce All I Ask' strappalacrime e la paragona ai lavori della cantante americana Barbra Streisand.
"All I Ask" è la migliore canzone del 2015 per Forbe Magazine.
Andy Gill di The Independent sostiene che Adele sembra portare iella su un'intera relazione per un ultimo ricordo. Jon Caramanica di The New York Times inserisce All I Ask tra le migliori canzoni del 2015, al quinto posto. Egli definisce il pezzo un "capolavoro", aggiungendo che esso è "perfino più che leggenda". Natalie Finn di E! considera i versi della canzone "It matters how this ends / cause what if I never love again?" i più suggestivi di 25. In una recensione complessivamente positiva, Josh Duboff di Vanity Fair  sostiene che un ascoltatore sia portato perlopiù a cantare All I Ask "nella doccia per ore ed ore".

## Performance live
Adele cantò live All I Ask per la prima volta durante il concerto a New York City, registrato il 17 Novembre 2015 presso Radio City Music Hall e mandato in onda il 14 dicembre 2015 dalla NBC Subito dopo la performance, la cantante stessa ammise scherzando che "è meglio la versione in studio". Lily Karlin di Huffington Post ha definito l'esibizione "onestamente fantastica" e anche "memorabile per secoli". Intanto, Alyssa Bailey di ELLE l'ha descritta come "mozzafiato" sostenendo che gli ascoltatori siano travolti dalla voce di Adele e dalla sua intensità.
Adele cantò il brano nella trasmissione The Late Show con James Corden, durante il Carpool Karaoke, apparsa online il 13 gennaio 2016.

### La performance ai Grammy
Adele ha presentato live All I Ask durante lo show per l'annuale cerimonia di premiazione dei Grammy il 15 febbraio 2016.  La performance fu critica a causa di alcuni problemi tecnici con i microfoni del pianoforte.
Poiché l'incidente coinvolse la cantante in alcuni errori vocali, il giorno successivo Adele, mortificata per l'esito della performance (pianse per un giorno intero), pubblicò su Twitter una spiegazione per il disastro della sera precedente:  "I microfoni sono caduti sulle corde del pianoforte, ecco cos'era quel suono simile a una chitarra. Ha fatto sembrare tutto fuori tonalità. Cose che capitano."

## Successo commerciale
Nonostante non sia stata pubblicata come singolo, All I Ask è riuscita ad entrare in parecchie classifiche. In seguito alla pubblicazione di 25, ha debuttato e raggiunto la posizione massima al numero 66 della French Singles Chart e alla 46 della Spanish Singles Chart. Ha anche esordito alla posizione 60 della Scottish Singles Chart e alla 77 della Billboard Hot 100. Il debutto negli Stati Uniti è stato guidato dalla performance di Adele ai Grammy la settimana precedente al debutto in classifica. Successivamente è arrivato a un nuovo picco della Scottish Singles Chart, raggiungendo il 12º posto. In gennaio 2016, la canzone è entrata nella Australian Singles Chart, alla posizione numero 65, alla numero 21 della Finnish Download Chart, alla 93 della Irish Singles Chart e alla 41 della UK Singles Chart. Nella Canadian Digital Songs, All I Ask è riuscita a raggiungere la posizione numero 40. La canzone ha avuto un notevole successo nelle classifiche olandese e svedese, in cui ha raggiunto rispettivamente la posizione 8 e 9.

## Classifiche
| Classifica (2016-21) | Posizione massima |
| -------------------- | ----------------- |
| Australia            | 65                |
| Canada               | 40                |
| Corea del Sud        | 17                |
| Finlandia            | 21                |
| Francia              | 66                |
| Irlanda              | 93                |
| Paesi Bassi          | 8                 |
| Portogallo           | 165               |
| Regno Unito          | 41                |
| Spagna               | 46                |
| Stati Uniti          | 77                |
| Svezia               | 9                 |